# Emporia (Virgínia)
Emporia é uma cidade independente localizada no Estado americano de Virgínia. A sua área é de 18,1 km², sua população é de 5 665 habitantes, e sua densidade populacional é de 317,5 hab/km² (segundo o censo americano de 2000).